# Йосип Берестовський
Йосип Берестовський або Йозеф Берестовський[джерело?] (лит. Juozapas Bžostovskis; 2 лютого 1692, Михалишки — березень 1745, Волколата) — шляхтич герба Стремено часів Речі Посполитої, державний діяч Великого князівства Литовського, Писар великий Литовський (1715-1745), Писар Литовський, староста Мядельський і Бистрицький.

## Життєпис
Йосип Берестовський походив зі шляхетського роду Берестовських (у литовській транскрипції Bžostovkis), герба Стремено. 
Син Великого писаря Литовського (1672-1698), Референдарія великого Литовського (1681-1698) Яна Владислава Берестовського та Констанції Млечко, доньки старости Жемайнтійського Вікторина Констанція Млечко (пом. 1679).
1718 р. був послом (депутатом) сейму від Лівонського воєводства. Був послом від Віленського воєводства на виборчому (еклекційному) сеймі 1733 року. Як посол і заступник Віленського воєводства підписав Pacta Conventa короля Речі Посполитої Станіслава Лещинського 1733 року.
Був двічі одружений. 
- У першому шлюбі з Людвікою Садовською мав синів 
  - Станіслава, воєводу Лівонського,
  - Павла Ксаверія, писаря Великого Литовського, Референдарія Великого Литовського,
  - Роберта, маршалка Трибуналу Великого князівства Литовського та дочку Терезу.

- У другому шлюбі з Барбарою Потій народилася дочка Олена.